# زردو
زردو (به لاتین: Zardu) یک منطقهٔ مسکونی در افغانستان است که در ولسوالی خواهان واقع شده‌است.